# Anne Applebaum
Anne Elizabeth Applebaum (født 25 juli 1964) er en amerikansk journalist og Pulitzerprisvindende forfatter, der har skrevet udførligt om kommunismen og udviklingen af civilsamfundet i Central- og Østeuropa. Hun har været redaktør på The Economist, og medlem af redaktionen på The Washington Post (2002-2006) samt Slate Magazine. Hun er gift med Polens udenrigsminister Radosław Sikorski.

## Priser og hædersbevisninger
Denne liste er ufuldstændig:
- 2004 Pulitzerprisen (General Non-Fiction), Gulag: A History[1]
- 2012 National Book Award (Nonfiction), finalist, Iron Curtain: The Crushing of Eastern Europe, 1945–1956[3]